# Broons
Broons (tiếng Breton: Bronn, Gallo: Bron) là một commune in the Côtes-d'Armor department in Bretagne in northwestern Pháp.

## Dân số
Người dân ở Broons được gọi là Broonais.